# Taça de Portugal de Basquetebol de 2010/2011
A edição da Taça de Portugal de Basquetebol referente à época de 2010/2011 decorreu entre 5 de Outubro de 2010 - 1ª Eliminatória - e 13 de Março de 2011, data em que se disputou a final a qual teve lugar no Pavilhão Multiusos, Fafe, O CAB Madeira conquistou à sua 1ª Taça de Portugal de Basquetebol.

## 8 Avos de Final
|  | Oitavas de final      | Oitavas de final  |                     |     | Quartas de final | Quartas de final |  |  | Semifinais | Semifinais |  |  | Final | Final |
|  |                       |                   |                     |     |                  |                  |  |  |            |            |  |  |       |       |
|  | 08 Dezembro           |                   |                     |     |                  |                  |  |  |            |            |  |  |       |       |
|  |                       |                   |                     |     |                  |                  |  |  |            |            |  |  |       |       |
|  | Barreirense           | 69                |                     |     |                  |                  |  |  |            |            |  |  |       |       |
|  | Barreirense           | 69                | 10 Março            |     |                  |                  |  |  |            |            |  |  |       |       |
|  | CAB Madeira           | 78                |                     |     |                  |                  |  |  |            |            |  |  |       |       |
|  | CAB Madeira           | 78                | CAB Madeira         | 76  |                  |                  |  |  |            |            |  |  |       |       |
|  | 08 Dezembro           |                   | CAB Madeira         | 76  |                  |                  |  |  |            |            |  |  |       |       |
|  |                       | Casino Ginásio    | 73                  |     |                  |                  |  |  |            |            |  |  |       |       |
|  | Aliança Sangalhos     | Casino Ginásio    | 73                  | 79  |                  |                  |  |  |            |            |  |  |       |       |
|  | Aliança Sangalhos     |                   | 12 Março            | 79  |                  |                  |  |  |            |            |  |  |       |       |
|  | Casino Ginásio        | 83                |                     |     |                  |                  |  |  |            |            |  |  |       |       |
|  | Casino Ginásio        | 83                | CAB Madeira         | 83  |                  |                  |  |  |            |            |  |  |       |       |
|  | 08 Dezembro           |                   | CAB Madeira         | 83  |                  |                  |  |  |            |            |  |  |       |       |
|  |                       | Vitoria S.C.      | 71                  |     |                  |                  |  |  |            |            |  |  |       |       |
|  | Eléctrico F.C.        | Vitoria S.C.      | 71                  | 94  |                  |                  |  |  |            |            |  |  |       |       |
|  | Eléctrico F.C.        | 10 Março          |                     | 94  |                  |                  |  |  |            |            |  |  |       |       |
|  | Guifões S.C.          | 68                |                     |     |                  |                  |  |  |            |            |  |  |       |       |
|  | Guifões S.C.          | 68                | Eléctrico F.C.      | 62  |                  |                  |  |  |            |            |  |  |       |       |
|  | 05 Janeiro            |                   | Eléctrico F.C.      | 62  |                  |                  |  |  |            |            |  |  |       |       |
|  |                       | Vitoria S.C.      | 95                  |     |                  |                  |  |  |            |            |  |  |       |       |
|  | Sport Lisboa Benfica  | Vitoria S.C.      | 95                  | 71  |                  |                  |  |  |            |            |  |  |       |       |
|  | Sport Lisboa Benfica  |                   | 13 Março            | 71  |                  |                  |  |  |            |            |  |  |       |       |
|  | Vitoria S.C.          | 76                |                     |     |                  |                  |  |  |            |            |  |  |       |       |
|  | Vitoria S.C.          | 76                | CAB Madeira         | 64  |                  |                  |  |  |            |            |  |  |       |       |
|  | 08 Dezembro           |                   | CAB Madeira         | 64  |                  |                  |  |  |            |            |  |  |       |       |
|  |                       | CB Penafiel       | 62                  |     |                  |                  |  |  |            |            |  |  |       |       |
|  | Illiabum              | CB Penafiel       | 62                  | 55  |                  |                  |  |  |            |            |  |  |       |       |
|  | Illiabum              | 11 Março          |                     | 55  |                  |                  |  |  |            |            |  |  |       |       |
|  | FC Porto Ferpinta     | 72                |                     |     |                  |                  |  |  |            |            |  |  |       |       |
|  | FC Porto Ferpinta     | 72                | FC Porto Ferpinta   | 71  |                  |                  |  |  |            |            |  |  |       |       |
|  | 23 Janeiro            |                   | FC Porto Ferpinta   | 71  |                  |                  |  |  |            |            |  |  |       |       |
|  |                       | Académica Coimbra | 73                  |     |                  |                  |  |  |            |            |  |  |       |       |
|  | Académica Coimbra     | Académica Coimbra | 73                  | 101 |                  |                  |  |  |            |            |  |  |       |       |
|  | Académica Coimbra     |                   | 12 Março            | 101 |                  |                  |  |  |            |            |  |  |       |       |
|  | Forum Terceira Basket | 76                |                     |     |                  |                  |  |  |            |            |  |  |       |       |
|  | Forum Terceira Basket | 76                | Académica Coimbra   | 83  |                  |                  |  |  |            |            |  |  |       |       |
|  | 08 Dezembro           |                   | Académica Coimbra   | 83  |                  |                  |  |  |            |            |  |  |       |       |
|  |                       | CB Penafiel       | 84                  |     |                  |                  |  |  |            |            |  |  |       |       |
|  | Galitos Weber         | CB Penafiel       | 84                  | 38  |                  |                  |  |  |            |            |  |  |       |       |
|  | Galitos Weber         | 11 Março          |                     | 38  |                  |                  |  |  |            |            |  |  |       |       |
|  | Ovarense Dolce Vita   | 109               |                     |     |                  |                  |  |  |            |            |  |  |       |       |
|  | Ovarense Dolce Vita   | 109               | Ovarense Dolce Vita | 53  |                  |                  |  |  |            |            |  |  |       |       |
|  | 08 Dezembro           |                   | Ovarense Dolce Vita | 53  |                  |                  |  |  |            |            |  |  |       |       |
|  |                       | CB Penafiel       | 72                  |     |                  |                  |  |  |            |            |  |  |       |       |
|  | Barcelos Hotel Terço  | CB Penafiel       | 72                  | 56  |                  |                  |  |  |            |            |  |  |       |       |
|  | Barcelos Hotel Terço  |                   |                     | 56  |                  |                  |  |  |            |            |  |  |       |       |
|  | CB Penafiel           | 62                |                     |     |                  |                  |  |  |            |            |  |  |       |       |
|  | CB Penafiel           | 62                |                     |     |                  |                  |  |  |            |            |  |  |       |       |

A Partir dos quartos de final todos os jogos foram disputados no Pavilhão Multiusos, Fafe

### 1/16 de Final
| 1/16 de Final                                  | 1/16 de Final | 1/16 de Final | 1/16 de Final                              | 1/16 de Final |
| ---------------------------------------------- | ------------- | ------------- | ------------------------------------------ | ------------- |
| Guifões S.C. - AngraBasket                     | 82 – 73       |               | Academia - Eléctrico F.C.                  | 98 – 106      |
| Galitos FC - Tley - Illiabum                   | 70 – 79       |               | CB Penafiel - Sampaense Basket             | 76 – 72       |
| MontijoBANDABASKET - Barcelos Hotel Terço      | 63 – 79       |               | Olivais Coimbra - Galitos Weber            | 62 – 78       |
| CD Póvoa/MonteAdriano - Académica Coimbra      | 54 – 73       |               | U.D. Oliveirense - Ovarense Dolce Vita     | 53 – 94       |
| BC Valença Intermarché - Forum Terceira Basket | 63 – 97       |               | Aliança Sangalhos - Maia Basket            | 71 – 64       |
| Barreirense - S.C.Lusitânia EXPERT             | 82 – 78       |               | Algés - CAB Madeira                        | 55 – 76       |
| Vitoria S.C. - Seixal FC                       | 89 – 64       |               | GDB Leça - FC Porto Ferpinta               | 58 – 120      |
| Física T.Vedras - Casino Ginásio               | 69 – 74       |               | OBIDOS.PT/Gaeirense - Sport Lisboa Benfica | 59 – 89       |

### 2ª Eliminatória
| 2ª Eliminatória                            | 2ª Eliminatória | 2ª Eliminatória | 2ª Eliminatória                         | 2ª Eliminatória |
| ------------------------------------------ | --------------- | --------------- | --------------------------------------- | --------------- |
| Hiper-Activo Malveira - MontijoBANDABASKET | 35 – 89         |                 | Olivais Coimbra - Gafanha Humberto, Lda | 58 – 52         |
| AD Vagos - OBIDOS.PT/Gaeirense             | 69 – 97         |                 | U.D. Oliveirense - Esgueira/OLI         | 71 – 61         |
| Galitos Weber - ACR Trancoso               | 70 – 47         |                 | BC Valença Intermarché - BCVR/AAUTAD    | 74 – 67         |
| SC Vasco da Gama - GDB Leça                | 80 – 82         |                 |                                         |                 |

### 1ª Eliminatória
| 1ª Eliminatória                      | 1ª Eliminatória | 1ª Eliminatória | 1ª Eliminatória                       | 1ª Eliminatória |
| ------------------------------------ | --------------- | --------------- | ------------------------------------- | --------------- |
| Academia - Micaelense                | 73 – 53         |                 | Sp.Marinhense - Gafanha Humberto, Lda | 52 – 72         |
| U.D. Oliveirense - E.B.Ovar          | 82 – 55         |                 | FC Gaia - Esgueira/OLI                | 42 – 63         |
| BCVR/AAUTAD - Pad.Ribeiro/Salesianos | 75 – 67         |                 |                                       |                 |